# Кастелли, Марисса
Марисса Кастелли (англ. Marissa Castelli; род. 20 августа 1990, Провиденс) — американская фигуристка, выступавшая в парном катании. В паре с Саймоном Шнапиром становилась бронзовым призёром Олимпийских игр (2014, командный турнир), бронзовым призёром чемпионата четырёх континентов (2013) и двукратной чемпионкой США (2013, 2014).
Кастелли начинала карьеру одиночницей. В первый год после перехода в парное катание выступала с Брэдом Вигарито. В 2006 году её партнёром стал Саймон Шнапир, с которым каталась восемь лет и достигла основных успехов в карьере. Затем образовала спортивную пару с Мервином Траном, завоевав с ним серебро чемпионата США (2017).
По состоянию на май 2014 года Кастелли и Шнапир занимали десятое место в рейтинге Международного союза конькобежцев.

## Карьера
Марисса начала кататься на коньках в три года. Её мать работала тренером по фигурному катанию. Парным катанием Марисса занялась когда ей было 15 лет. Первым партнёром стал Брэд Виджарито.
В пару с Саймоном Шнапиром Марисса встала в 2006 году. Впервые на международный уровень пара вышла в сезоне 2007—2008 поучаствовав в юниорской серии Гран-при на этапе в Эстонии, но там они заняли не высокое 10-е место. При этом на национальном уровне они ещё выступали в категории «новичков», и в этой категории стали бронзовыми призёрами чемпионата США.
Параллельно с парным катанием, Марисса до сезона 2008—2009 выступала и как одиночница. Однако, тут ей не удалось ни разу отобраться на чемпионат США.
В сезоне 2008—2009, пара, единственные из американских юниорских спортивных пар, прошли в финал серии Гран-при, где заняли шестое место. Национальный чемпионат среди юниоров они закончили на третьем месте и получили путёвку на чемпионат мира среди юниоров. Там они стали третьими, проиграв второй паре — россиянам Анастасии Мартюшевой и Алексею Рогонову — меньше балла.
В мае 2014 образовалась новая пара — с Мэрвином Траном. В национальном чемпионате фигуристы финишировали в шестёрке. В сентябре 2015 года пара дебютировала на международной арене на турнире в Солт-Лейк-Сити, где они были вторыми. В конце октября пара выступала на этапе серии Гран-при Skate Canada; где они были на четвёртом месте. Далее пара выступала на этапе Гран-при Trophée Bompard, однако, после коротких программ, соревнования были отменены из соображений безопасности (в столице Франции произошла серия терактов). В начале декабря спортсмены на турнире в Загребе выступили не совсем удачно, заняв пятое место, но улучшив при этом свои прежние достижения в короткой программе. В январе 2016 года на чемпионате США фигуристы завоевали бронзовые медали.
Новый предолимпийский сезон пара начала в Монреале на турнире Autumn Classic International, где они в сложной борьбе заняли третье место и превзошли свои прежние спортивные достижения в короткой программе. В середине октября американские фигуристы выступали на домашнем этапе Гран-при в Чикаго, где на Кубке Америки заняли предпоследнее место. В середине ноября американцы выступили на этапе Гран-при в Париже, где на турнире Trophée de France они финишировали в середине турнирной таблицы, при этом они превзошли свои прежние достижения в произвольной программе. В середине января на национальном чемпионате в Канзас-Сити фигуристы выиграли серебряную медаль.
Новый олимпийский сезон американские парники начали в Канаде, где на турнире Autumn Classic International они выступили уверенно, и финишировали рядом с пьедесталом. При этом они сумели улучшить свои прежние достижения в произвольной программе. Через месяц они выступали в серии Гран-при на российском этапе, где пара финишировала предпоследней. В середине ноября пара выступила на французском этапе Гран-при, где они заняли место в середине таблицы. В начале года на национальном чемпионате пара выступила не совсем удачно. Они финишировали только шестыми.

## Результаты
| Результаты выступлений в паре с Саймоном Шнапиром |       |       |       |       |       |       |       |       |
| Соревнования                                      | 06/07 | 07/08 | 08/09 | 09/10 | 10/11 | 11/12 | 12/13 | 13/14 |
| Международные                                     |       |       |       |       |       |       |       |       |
| Олимпиада — пары                                  |       |       |       |       |       |       |       | 9     |
| Олимпиада — команда                               |       |       |       |       |       |       |       | 3     |
| Чемпионат мира                                    |       |       |       |       |       |       | 13    | 11    |
| Четыре континента                                 |       |       |       | 10    |       |       | 3     |       |
| Гран-при Японии                                   |       |       |       |       |       | 7     | 3     | 4     |
| Гран-при США                                      |       |       |       |       | 6     |       | 5     | 6     |
| Гран-при Канады                                   |       |       |       |       | 4     |       |       |       |
| Гран-при Франции                                  |       |       |       | 7     |       |       |       |       |
| U.S. Classic                                      |       |       |       |       |       |       |       | 4     |
| Icechallenge                                      |       |       |       |       |       |       | 1     |       |
| World Team Trophy                                 |       |       |       |       |       |       | 1     |       |
| Мемориал Непелы                                   |       |       |       |       |       | 4     |       |       |
| Международные среди юниоров                       |       |       |       |       |       |       |       |       |
| Чемпионат мира                                    |       |       | 3     |       |       |       |       |       |
| Финал Гран-при                                    |       |       | 6     |       |       |       |       |       |
| Гран-при Чехии                                    |       |       | 4     |       |       |       |       |       |
| Гран-при Британии                                 |       |       | 4     |       |       |       |       |       |
| Гран-при Эстонии                                  |       | 10    |       |       |       |       |       |       |
| Национальные                                      |       |       |       |       |       |       |       |       |
| Чемпионат США                                     |       |       |       | 10    | 5     | 5     | 1     | 1     |
| ЧСША среди юниоров                                |       |       | 3     |       |       |       |       |       |
| ЧСША среди новичков                               | 9     | 3     |       |       |       |       |       |       |

| Результаты выступлений с Мервином Траном |       |       |       |       |
| Соревнования                             | 14/15 | 15/16 | 16/17 | 17/18 |
| Международные                            |       |       |       |       |
| Четыре континента                        |       | 6     |       |       |
| Гран-при Франции                         |       | 6     | 5     | 6     |
| Гран-при России                          |       |       |       | 7     |
| Гран-при США                             |       |       | 7     |       |
| Гран-при Канады                          |       | 4     |       |       |
| Золотой конёк                            |       | 5     |       |       |
| U.S. Classic                             |       | 2     |       |       |
| Autumn Classic                           |       | 2     | 3     | 4     |
| Национальные                             |       |       |       |       |
| Чемпионат США                            | 6     | 3     | 2     | 6     |